# Nannosquilla carolinensis
Nannosquilla carolinensis är en kräftdjursart som beskrevs av Manning 1970. Nannosquilla carolinensis ingår i släktet Nannosquilla och familjen Nannosquillidae. Inga underarter finns listade i Catalogue of Life.